# إدوارد فيتزجيرالد
إدوارد فيتزجيرالد (بالإنجليزية: Edward Fitzgerald)‏ (و. 1891 – 1966 م) هو لاعب هوكي الجليد، من الولايات المتحدة، ولد في نورثفيلد، شارك في الألعاب الأولمبية الصيفية 1920، مركز لعبه هو مدافع ‏، توفي في مقاطعة رامسي، مينيسوتا، عن عمر يناهز 75 عاماً.

## روابط خارجية
- إدوارد فيتزجيرالد على موقع EliteProspects.com (الإنجليزية)
- إدوارد فيتزجيرالد على موقع Eurohockey.com (الإنجليزية)
- إدوارد فيتزجيرالد على موقع HockeyDB.com (الإنجليزية)
- إدوارد فيتزجيرالد على موقع أوليمبيديا (الإنجليزية)